# Phobetes uniformis
Phobetes uniformis är en stekelart som först beskrevs av Léon Abel Provancher 1879.  Phobetes uniformis ingår i släktet Phobetes och familjen brokparasitsteklar. Inga underarter finns listade i Catalogue of Life.